# Медард дьо Грозейле
Медард Шуар дьо Грозейле (на френски: Médard Chouart des Groseilliers) е френски търговец на кожи, изследовател на Северна Америка.

## Младежки години (1618 – 1654)
Роден е на 31 юли 1618 година в Шарли-сюр-Марн (днес в регион О дьо Франс), Франция. На 16-годишна възраст пристига в Нова Франция (Канада) и повече от десет години придружава мисионери-йезуити, които проповядват християнството сред племето на хуроните край езерото Хюрън. След това става трапер.

## Експедиционна дейност (1654 – 1669)

### Откриване на езерото Мичиган (1654 – 1656)
През 1654 голяма група индианци от племето ходоки пристига с канута в долното течение на река Сейнт Лорънс и съобщават, че са посланици на хиляди бегълци, които са се събрали далеч на югозапад, край езерото Мичиган, спасявайки се от враждебни индиански племена. Те молят за „европейски стоки“, т.е. огнестрелно оръжие и боеприпаси и в случай, че французите им ги дадат обещават да покрият разноските с голямо количество ценни кожи. Губернаторът на Нова Франция мъдро решава да им даде необходимите „стоки“ и заедно с тях изпраща на запад двама трапери, които да докарат обратно обещаните кожи. Един от двамата трапери е Медард дьо Грозейле.
Същата година, заедно със своя спътник и съпровождан от индианците ходоки, Грозейле достига до езерото Мичиган и плава покрай северозападния му бряг до дългия и тесен залив Грийн Бей. В този район наистина имало струпани много индианци прогонени от родните си селища от индианците от прериите, принадлежащи към сиукската езикова група. С пристигането на френското огнестрелно оръжие положението рязко се изменя. Индианците сиу са прогонени далеч на запад и заедно с ходоките Грозейле се движи във вътрешността на континента, като не е ясно докъде е достигнал фактически. Посетените от него райони са богати на ценни животински кожи и в течение на две години французите търгуват оръжие за кожи. През този период Грозейле обхожда цялото западно, южно и източно крайбрежие на езерото, завършвайки по този начин неговото откриване. През 1656 Грозейле и неговият спътник благополучно се завръщат в Източна Канада, съпровождани от 50 канута натоварени с ценни кожи.

### Откриване на изворите на Мисисипи и езерото Нипигон (1657 – 1667)
Успехът постигнат от Грозейле окрилява и други „горски бродяги“ (трапери). Един от тях и Пиер Еспри Радисън, който също като Грозейле дълги години пребивава сред индианските племена, научава езиците им и е запознат с огромни територии от Канада. През 1657 двамата, заедно с още тридесет французи, заминават на запад в района на Горно езеро. Двамата вторично откриват изворите на река Мисисипи и през зимата на 1659 – 1660 първи плават по горното ѝ течение.
На 29 май 1667 на север от Горното езеро двамата откриват езерото Нипигон (4840 км2). От там се завръщат с богат товар от кожи, които са им конфискувани от губернатора на Нова Франция поради това, че нямат разрешително за ловуване.

### Участие в „Компания Хъдсънов залив“ (1667 – 1669)
Грозейле, заедно с Пиер Радисън, заминават за Франция, за да търсят справедливост и подкрепа за развитие на търговията с кожи в северозападно направление. След като мисията им се проваля заминават за Бостън в Нова Англия, но и от там получават отказ и отиват в Англия, където се надяват да уважат исканията им.
През 1667 г. английският принц Рупърт Пфалцки (1619 – 1682) основава за търговия с ценни животински кожи „Компанията Хъдсънов залив“, която все още съществува. През лятото на следващата 1668 г. той организира морска експедиция на кораба „Нонсач“, начело на която назначава Медард дьо Грозейле и с капитан на кораба Захарий Гилам. В южната част на залива Джеймс експедицията открива залив и река вливаща се от изток в него, които кръщават в чест на принца – залив Рупърт и река Рупърт и в устието ѝ основават селището Форт Рупърт (сега градчето Уаскаганиш).
Грозейле успява да установи доходна търговия с кожи с местните индианци и през следващата година се завръща в Англия със солиден товар от кожи. Успеха на мисията довежда до издаването на специална харта подписана от краля през 1670, с която се узаконява „Компания Хъдсънов залив“ за търговия с кожи и в която Грозейле членува до 1682.

## Следващи години (1670 – 1696)
Въпреки че Франция счита Грозейле за предател спрямо нейните интереси, му позволява да се върне през 1674 в родината си. Във Франция двамата с Радисън намират поддръжка от страна на министър Колбер и се връщат в Канада, където местните власти и предприемачи ги посрещат без всякакво въодушевление. Със своите познания за тези райони те подпомагат френска военна експедиция изпратена във водите на залива Хъдсън за унищожаването на търговията на английската „Компания Хъдсънов залив“. Те нападат английския форт Нелсън, разрушават го, вземат в плен намиращите се там англичани и на негово място построяват френски форт. След две години отново минава на страната на англичаните и предава френския форт на „Компанията Хъдсънов залив“.
Умира през 1696 година в Троа Ривиер, Канада.